# Temwaiku
Temwaiku (souvent Temaiku) est une ville de Tarawa-Sud située sur un îlot qui porte le nom du village de Bonriki. Elle compte 5 504 habitants en 2020.